# Leptospermum laevigatum
Leptospermum laevigatum är en myrtenväxtart som först beskrevs av Joseph Gaertner, och fick sitt nu gällande namn av Ferdinand von Mueller. Leptospermum laevigatum ingår i släktet Leptospermum och familjen myrtenväxter. Inga underarter finns listade i Catalogue of Life.

## Bildgalleri

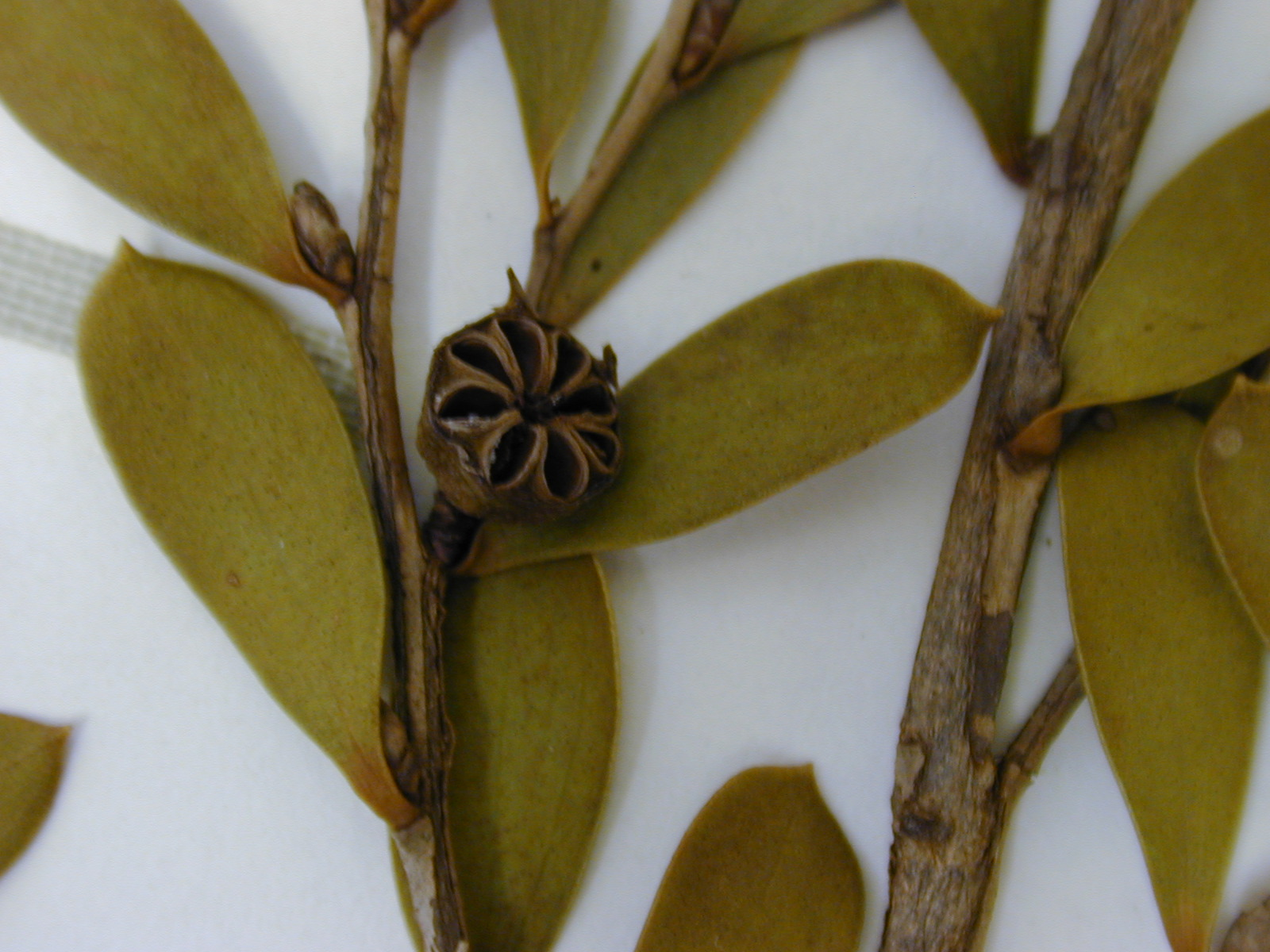
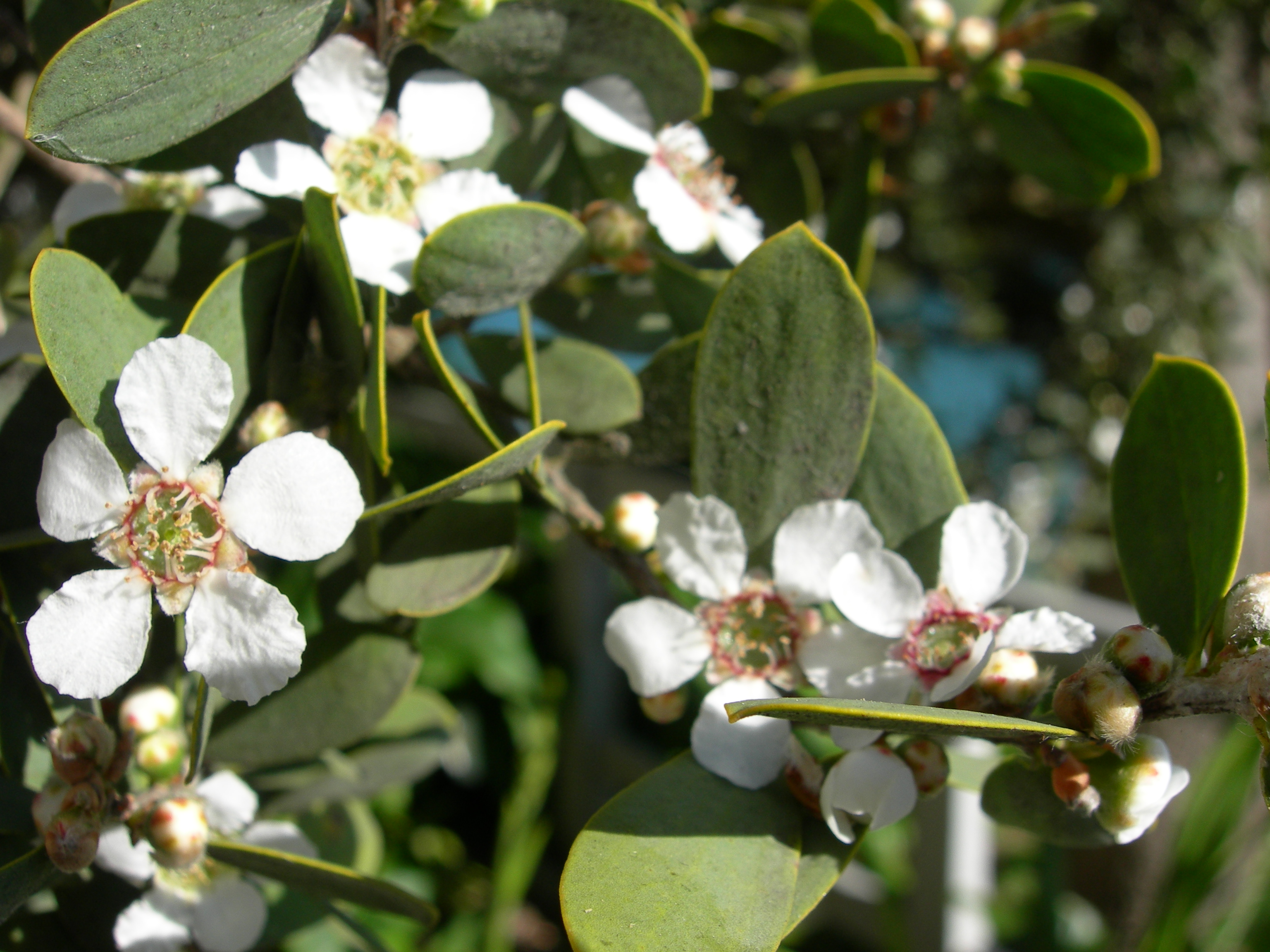
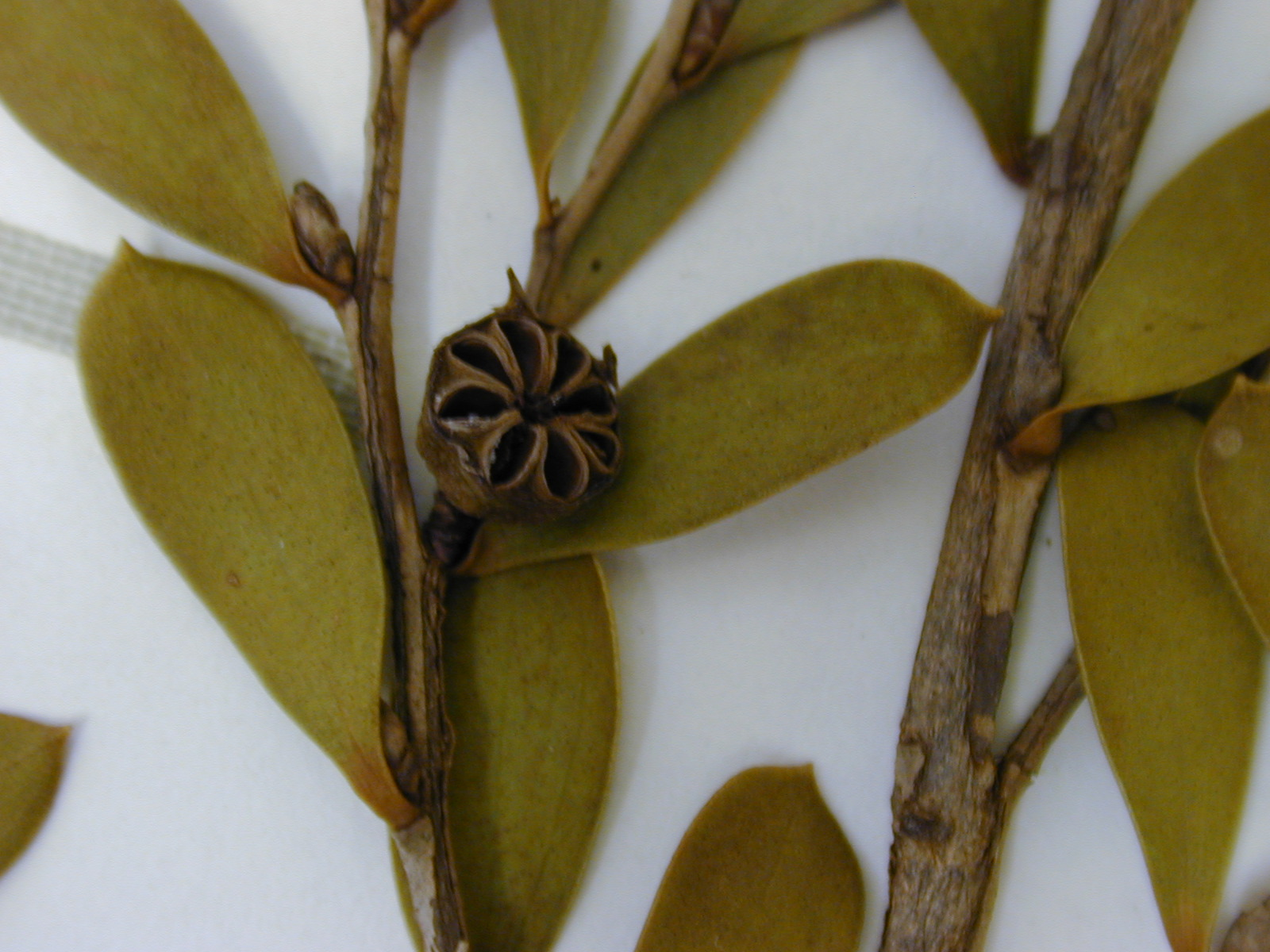
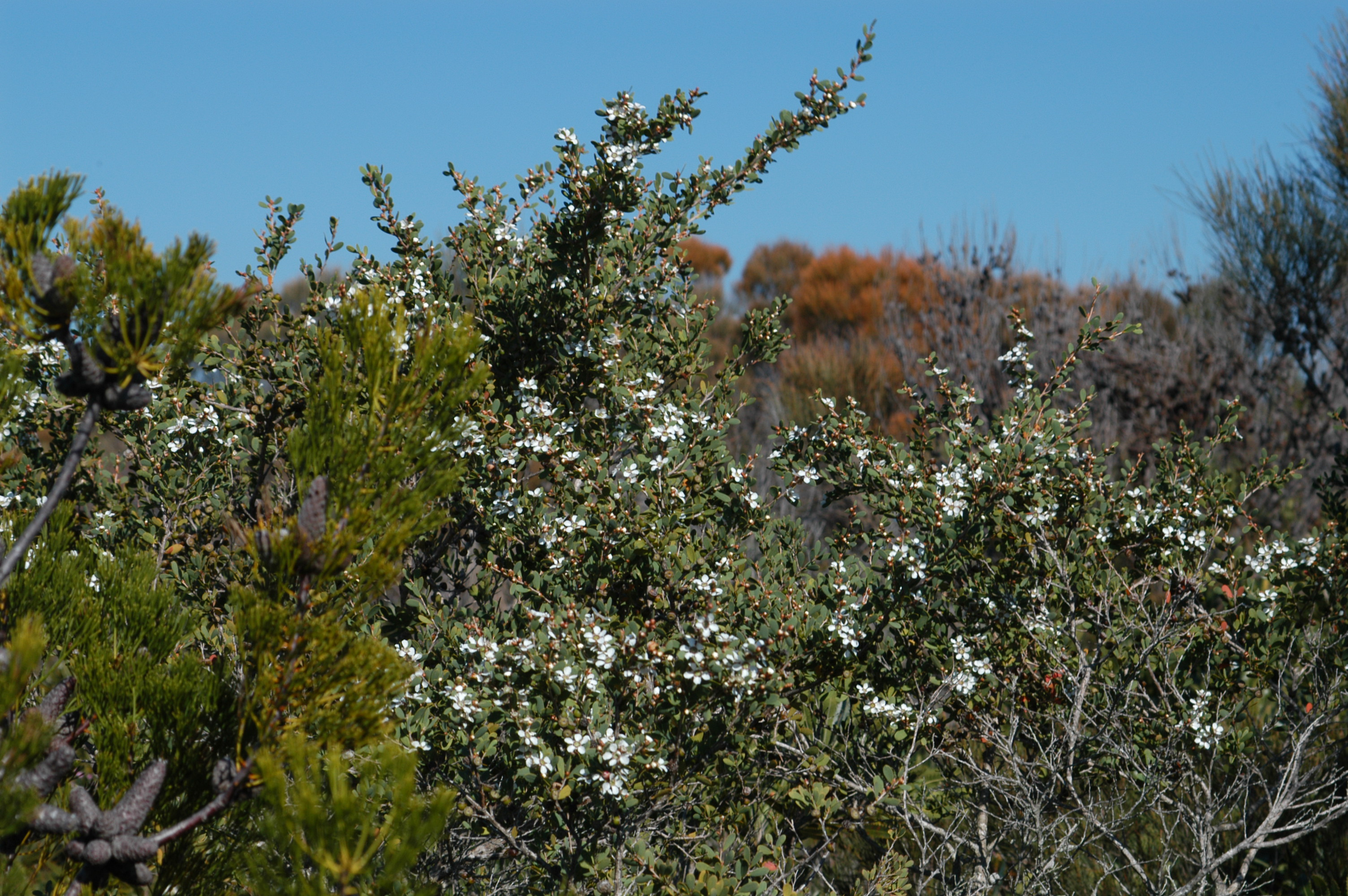
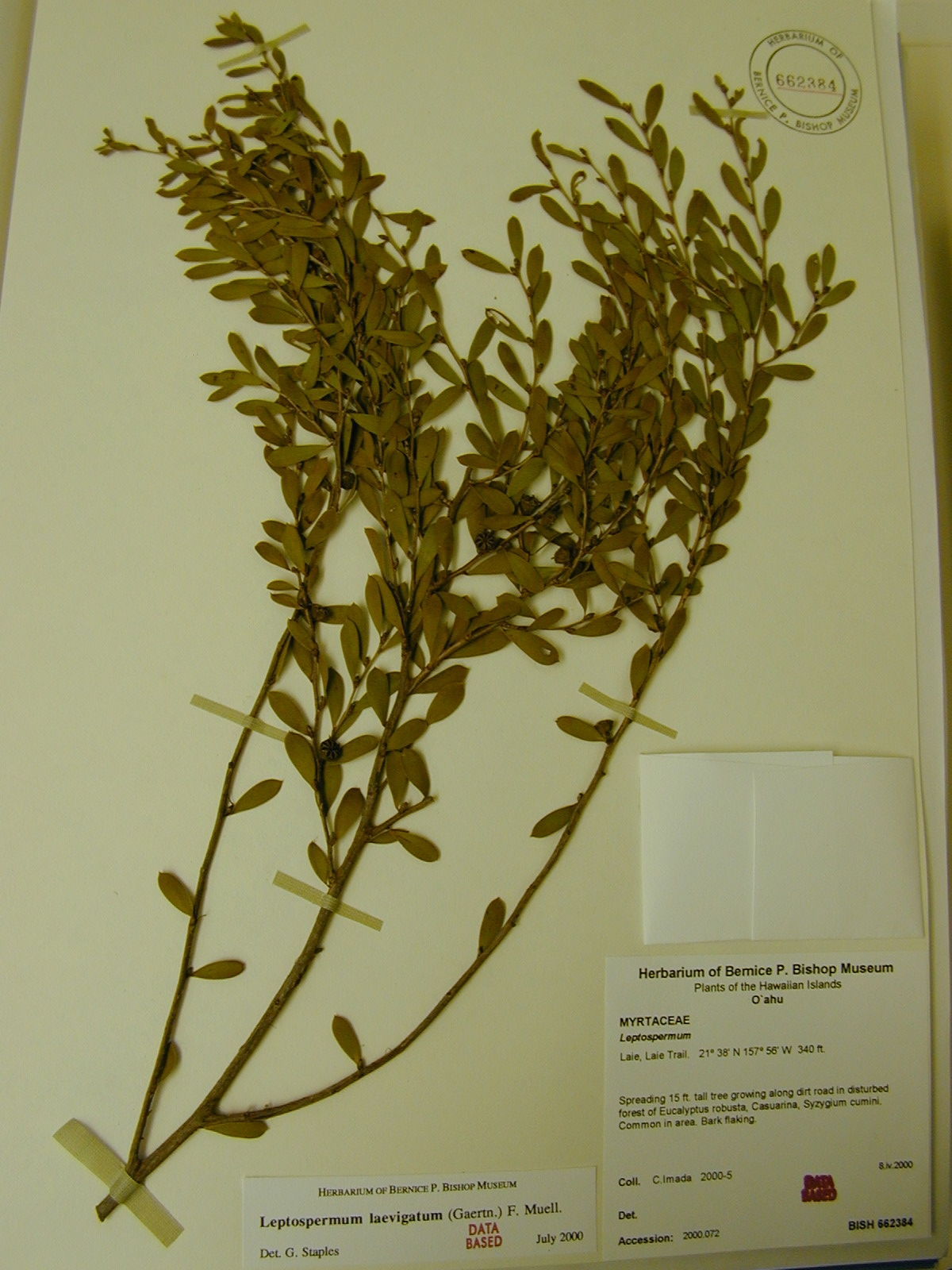
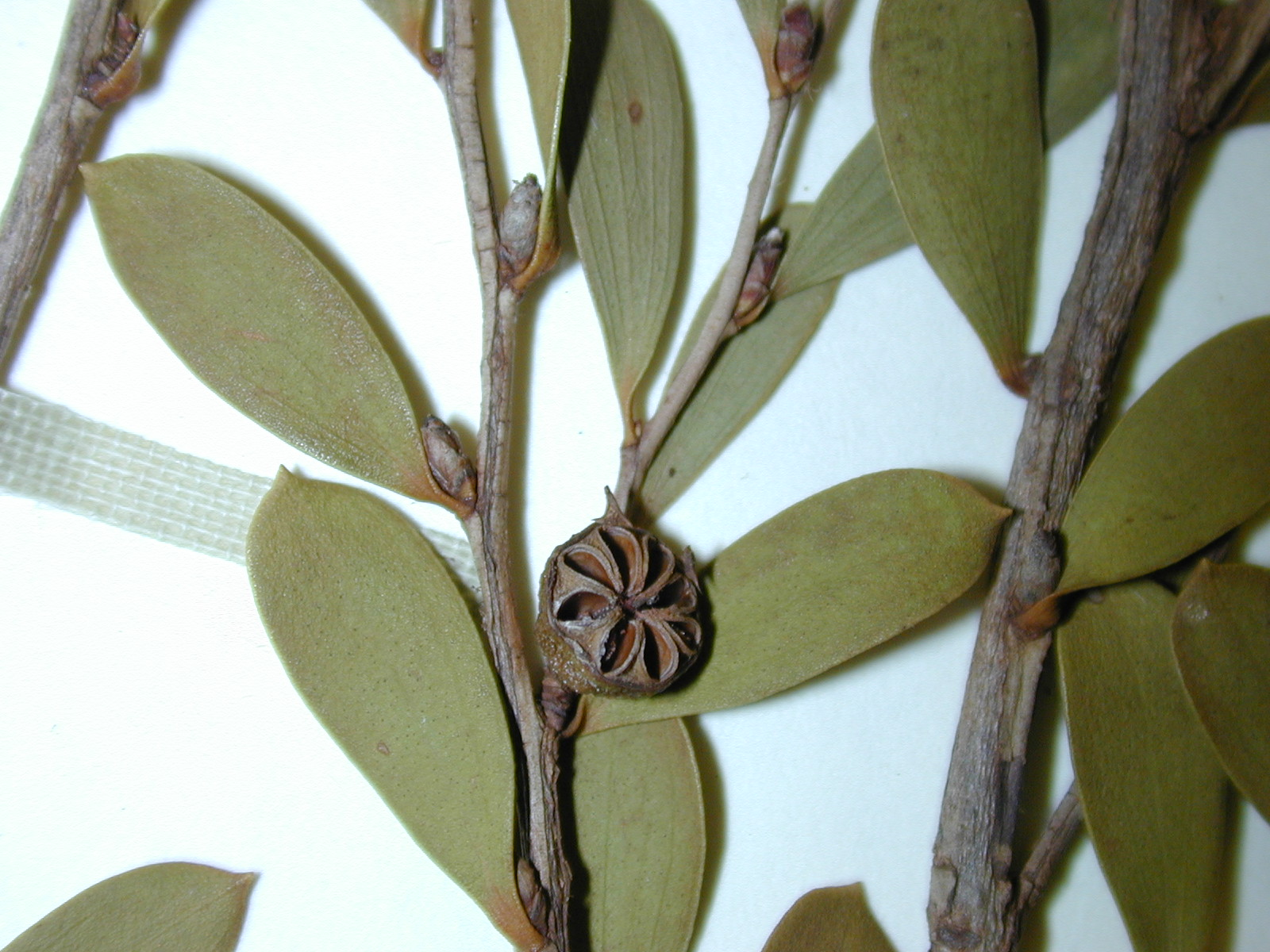